# Osmańska Partia Socjalistyczna
Osmańska Partia Socjalistyczna (tur. Osmanlı Sosyalist Fırkası, OSF) – pierwsza turecka socjalistyczna partia polityczna. Założona w 1910 w Imperium Osmańskim.

## Historia

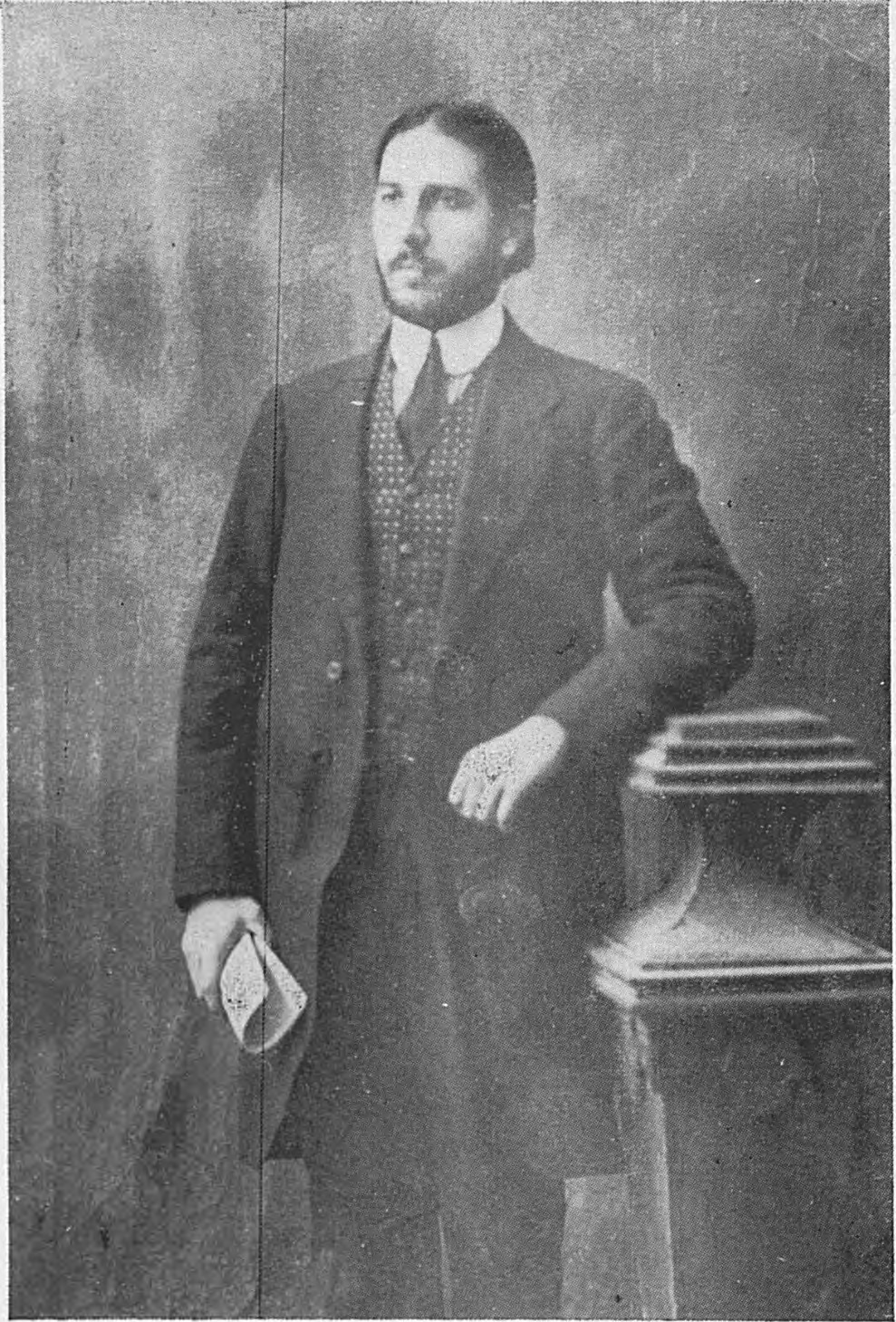
Hüseyin Hilmi, jeden z założycieli i lider Osmańskiej Partii Socjalistycznej

OSF powstała w Stambule we wrześniu 1910. Wśród jej założycieli znaleźli się Hüseyin Hilmi, Namık Hasan, Pertev Tevfik, İbnü’l Tahir, İsmail Faik Baha Tevfik oraz Hamit Suphi Beyle. Rok później w Paryżu powstał oddział partii założony przez Dr. Refika Nevzata.
Przed powstaniem partii różnego rodzaju organizacje socjalistyczne istniały jedynie wśród mniejszości Imperium Osmańskiego, takich jak Żydowska Socjalistyczna Federacja Robotników z siedzibą w Salonikach czy bułgarska lewicowa partia Federacyjna Partia Ludowa (Sekcja Bułgarska). Z drugiej strony, w Stambule istniało także Greckie Centrum Socjalistyczne, Socjaldemokratyczna Partia Hunczacka oraz Armeńska Federacja Rewolucyjna. OSF otrzymała główne wsparcie od grup bułgarskich i ormiańskich w parlamencie.
OSF nie była w rzeczywistości partią polityczną w nowoczesnym tego słowa znaczeniu, lecz raczej grupą intelektualistów. Po tym, jak Młodoturcy wprowadzili surowe środki przeciwko opozycji, partia zaczęła ją wspierać. Jej celem była obrona podstawowych wartości monarchii konstytucyjnej, wolności prasy, wolności zrzeszania się oraz praw człowieka przed Komitetem Jedności i Postępu.
Po osmańskim zamachu stanu Młodoturków w 1913 opozycja zaczęła być masowo represjonowana, w tym również członkowie OSF. Lider partii, Hüseyin Hilmi, został aresztowany w tym samym roku i do 1918 przebywał w więzieniu lub na wygnaniu. Oznaczało to praktycznie koniec partii, ale w 1919 roku została ona zastąpiona przez Socjalistyczną Partię Turcji (TSF), którą również założył Hüseyin Hilmi.
Organem prasowym OSF była gazeta „İştirak".